# Heining-lès-Bouzonville
Heining-lès-Bouzonville és un municipi francès, situat al departament del Mosel·la i a la regió del Gran Est. L'any 2007 tenia 476 habitants.

## Demografia

### Població
El 2007 la població de fet de Heining-lès-Bouzonville era de 476 persones. Hi havia 192 famílies, de les quals 36 eren unipersonals (36 homes vivint sols), 76 parelles sense fills, 72 parelles amb fills i 8 famílies monoparentals amb fills.
La població ha evolucionat segons el següent gràfic:
Habitants censats

### Habitatges
El 2007 hi havia 202 habitatges, 190 eren l'habitatge principal de la família, 1 era una segona residència i 11 estaven desocupats. 192 eren cases i 9 eren apartaments. Dels 190 habitatges principals, 166 estaven ocupats pels seus propietaris, 16 estaven llogats i ocupats pels llogaters i 8 estaven cedits a títol gratuït; 4 tenien dues cambres, 14 en tenien tres, 42 en tenien quatre i 130 en tenien cinc o més. 179 habitatges disposaven pel capbaix d'una plaça de pàrquing. A 63 habitatges hi havia un automòbil i a 114 n'hi havia dos o més.

### Piràmide de població
La piràmide de població per edats i sexe el 2009 era:
| Homes | Edats   | Dones |
| ----- | ------- | ----- |
| 0     | 95 o +  | 0     |
| 1     | 90 a 94 | 0     |
| 1     | 85 a 89 | 1     |
| 2     | 80 a 84 | 1     |
| 1     | 75 a 79 | 4     |
| 12    | 70 a 74 | 10    |
| 4     | 65 a 69 | 14    |
| 13    | 60 a 64 | 9     |
| 8     | 55 a 59 | 5     |
| 30    | 50 a 54 | 10    |
| 27    | 45 a 49 | 38    |
| 36    | 40 a 44 | 26    |
| 16    | 35 a 39 | 20    |
| 8     | 30 a 34 | 17    |
| 10    | 25 a 29 | 11    |
| 20    | 20 a 24 | 9     |
| 26    | 15 a 19 | 27    |
| 18    | 10 a 14 | 13    |
| 7     | 5 a 9   | 12    |
| 14    | 0 a 4   | 10    |

## Economia
El 2007 la població en edat de treballar era de 349 persones, 238 eren actives i 111 eren inactives. De les 238 persones actives 213 estaven ocupades (131 homes i 82 dones) i 25 estaven aturades (9 homes i 16 dones). De les 111 persones inactives 38 estaven jubilades, 17 estaven estudiant i 56 estaven classificades com a «altres inactius».

### Ingressos
El 2009 a Heining-lès-Bouzonville hi havia 190 unitats fiscals que integraven 484 persones, la mediana anual d'ingressos fiscals per persona era de 21.168 €.

### Activitats econòmiques
Dels 2 establiments que hi havia el 2007, 1 era d'una empresa de construcció i 1 d'una empresa de comerç i reparació d'automòbils.
Dels 2 establiments de servei als particulars que hi havia el 2009, 1 era un paleta i 1 empresa de construcció.
L'únic establiment comercial que hi havia el 2009 era una adrogueria.
L'any 2000 a Heining-lès-Bouzonville hi havia 10 explotacions agrícoles que ocupaven un total de 231 hectàrees.

## Equipaments sanitaris i escolars
El 2009 hi havia una escola elemental integrada dins d'un grup escolar amb les comunes properes formant una escola dispersa.

## Poblacions més properes
El següent diagrama mostra les poblacions més properes.